# Soulforce Revolution
Soulforce Revolution è un album discografico in studio del gruppo musicale punk rock statunitense 7 Seconds, pubblicato nel 1989.

## Tracce
1. Satyagraha – 3:09
2. Busy Little People – 3:27
3. I Can Sympathize – 2:45
4. It All Makes Less Sense Now – 3:24
5. Mother's Day – 4:15
6. Tribute Freedom Landscape – 2:52
7. Copper Ledge – 2:08
8. Tickets to a Better Place – 2:23
9. 4 A.M. in Texas – 3:18
10. Soul to Keep (For Phillis) – 3:34
11. Swansong – 1:53

## Formazione
- Kevin Seconds - voce
- Chris Carnahan - chitarra, voce
- Troy Mowat - batteria
- Steve Youth - basso, piano